# Campeonato Mundial de Ciclismo en Pista de 1939

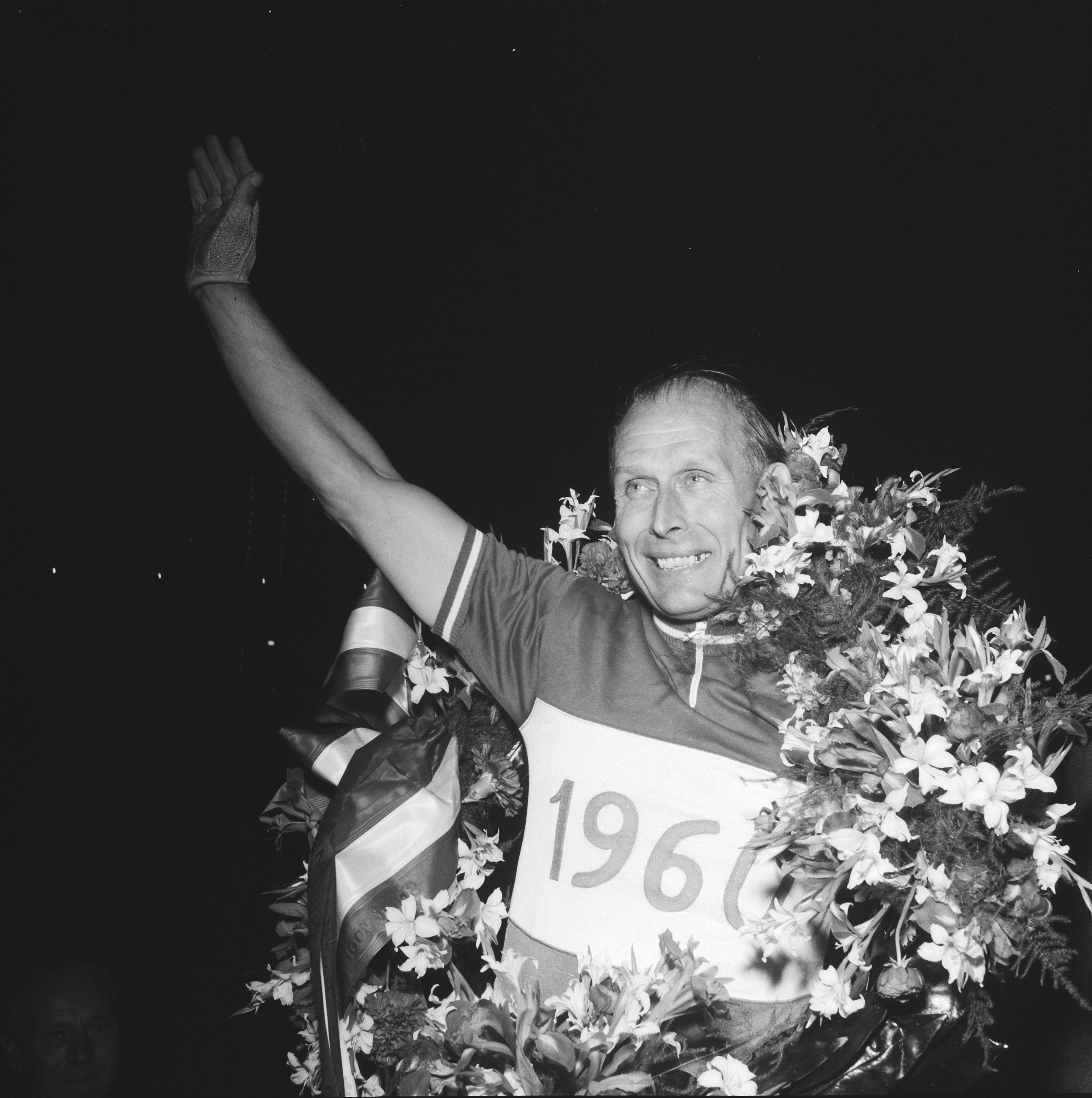
Jan Derksen campeón holandés de sprint por undécima vez. Jan Derksen con su corona Fecha: 2 de junio de 1960

El XLII Campeonato Mundial de Ciclismo en Pista se celebró en Milán (Italia) entre el 26 de agosto y el 3 de septiembre de 1939 bajo la organización de la Unión Ciclista Internacional (UCI) y la Federación Italiana de Ciclismo.
Las competiciones se realizaron en el Velódromo Maspes-Vigorelli de la ciudad italiana. En total se disputaron 2 pruebas, 1 para ciclistas profesionales y 1 para ciclistas amateur.

## Medallistas

### Profesional
| Evento               | Oro | Plata | Bronce                  |
| -------------------- | --- | ----- | ----------------------- |
| Velocidad individual | —   | —     | Albert Richter Alemania |

### Amateur
| Evento               | Oro                        | Plata                | Bronce                  |
| -------------------- | -------------------------- | -------------------- | ----------------------- |
| Velocidad individual | Jan Derksen · Países Bajos | Italo Astolfi Italia | Gerhard Purann Alemania |

## Medallero
| Núm. | País         | Oro | Plata | Bronce | Total |
| ---- | ------------ | --- | ----- | ------ | ----- |
| 1    | Países Bajos | 1   | 0     | 0      | 1     |
| 2    | Italia       | 0   | 1     | 0      | 1     |
| 3    | Alemania     | 0   | 0     | 2      | 2     |
|      | TOTAL        | 1   | 1     | 2      | 4     |